# Hugo Priemus
Hugo Priemus (Rotterdam, 15 oktober 1942) is een Nederlands stedenbouwkundige, sinds 2007 emeritus hoogleraar Systeeminnovatie Ruimtelijke Ontwikkeling en van 2003 tot 2007 decaan van de faculteit Techniek, Bestuur en Management van de TU Delft.

## Levensloop

### Jeugd en opleiding
Priemus werd geboren in 1942 in Rotterdam-Zuid in de wijk Charlois en werd gedoopt in de Nederlands Hervormde Kerk te Zierikzee op 4 juli 1943. Zijn ouders kwamen van Schouwen-Duiveland en hadden zich in Rotterdam gevestigd, waar zijn vader politieagent was bij de Bereden Politie.
In 1954 begon hij op het nieuwe Charloise Lyceum, tegenwoordig het OSG Hugo de Groot, waar hij in 1960 het gymnasium B afsloot. Hij studeerde vervolgens bouwkunde aan de Technische Hogeschool Delft, waar hij in 1965 het ingenieursdiploma behaalde.
In 1968 promoveerde hij in Delft op het proefschrift "Wonen, kreativiteit en aanpassing: onderzoek naar voorwaarden voor optimale aanpassingsmogelijkheden in de woningbouw" met Adriaan de Groot als een van de promotoren.
In 1975 behaalde hij tevens het doctoraalexamen algemene economie aan de Erasmus Universiteit Rotterdam.

### Loopbaan
Na diverse functies aan de TU Delft werd Priemus hoogleraar Volkshuisvesting en directeur van het Delftse Onderzoeksinstituut OTB (voor onafhankelijk onderzoek en advies op het gebied van wonen, bouwen en de gebouwde omgeving). Van 2003 tot 2007 decaan van de faculteit Techniek, Bestuur en Management van de TU Delft. Hij heeft verder verschillende internationale gasthoogleraarschappen gehad. Sinds 2007 is hij emeritus hoogleraar Systeeminnovatie Ruimtelijke Ontwikkeling. Priemus is lid van de SER-commissie Ruimtelijke Inrichtingen en Bereikbaarheid en was onderzoekscoördinator van de Tijdelijke Commissie Infrastructuurprojecten (Commissie Duivesteijn). Hij is erelid van het NIROV (Nederlands Instituut voor Ruimtelijke Ordening en Volkshuisvesting) en is eredoctor van de Universiteit van Uppsala. In 2010 ontving hij de Hudig-penning.

### Familie
Priemus trouwde in 1964 met Mieke Noach. Hij is vader van een dochter en een zoon.

## Publicaties
Priemus heeft een groot aantal boeken gepubliceerd, voornamelijk op het terrein van de woningbouw, volkshuisvesting en ruimtelijke ordening. Een korte selectie:
- 1968. Wonen, kreativiteit en aanpassing: onderzoek naar voorwaarden voor optimale aanpassingsmogelijkheden in de woningbouw. Den Haag [etc.] : Mouton. Ook verschenen als proefschrift Delft, 1968
- 1970. Bouwen & wonen: inleiding in de woningbouw en volkshuisvesting. 's-Gravenhage : Staatsuitgeverij.
- 1971. Niet Traditionele Woningbouwmethoden in Nederland. Alphen aan den Rijn : Samsom Uitgeverij.
- 1978. Volkshuisvesting: begrippen, problemen, beleid. Alphen aan den Rijn : Samsom.
- 1996. De inrichting van stedelijke regio's: Randstad, Noord-Brabantse stedenrij, Ruhrgebied. Red. met Frans Dieleman. Assen : Van Gorcum
- 2001. Architect en titelwet: een evaluatieonderzoek naar het functioneren van de wet op de architectentitel en het architectenregister. Rotterdam : Uitgeverij 010